# 亞歷山大貝湖魚
亞歷山大貝湖魚，為輻鰭魚綱鮋形目杜父魚亞目貝湖魚科的其中一種，為溫帶淡水魚，分布於俄羅斯貝加爾湖淡水水域，體長可達14.2公分，棲息在底層水域，以片腳類及小魚為食，生活習性不明。

## 扩展阅读
維基物種上的相關：亞歷山大貝湖魚